# Garessio
Garessio (piemontiul: Garess) település Olaszországban, Piemont régióban, Cuneo megyében. Lakosainak száma 2841 fő (2023. január 1.). Garessio Bardineto, Calizzano, Erli, Nasino, Ormea, Pamparato, Priola, Roburent, Viola és Castelvecchio di Rocca Barbena községekkel határos.

## Népesség
A település lakossága az elmúlt években az alábbi módon változott:
| Lakosok száma | 3180 | 3132 | 2841 |
|               | 2017 | 2018 | 2023 |